# Basilica Maria Santissima dell'Elemosina
L'Antichissima Regia ed Insigne Basilica Collegiata di Maria Santissima dell'Elemosina, meglio conosciuta come Basilica della Collegiata, è una chiesa tardo-barocca di Catania, posta lungo il lato ovest della via Etnea, nell'omonimo quartiere Basilica Collegiata: essa è situata poco più a nord del Palazzo dell'Università, il quale si affaccia sulla piazza omonima.

## Storia

### La fondazione
La chiesa sorge su un antico tempio pagano dedicato a Proserpina. Nei primi secoli cristiani si costruì nel sito una piccola chiesa dedicata alla Vergine Maria che in epoca bizantina era dedicata al culto della Madonna dell'Elemosina.
La Leggenda tramanda che da principio una immagine di Madonna situata in un angolo di strada era esposta alla pubblica venerazione. Taluni spinti da pietoso fervore, volendo situare la sacra immagine in un luogo più degno, le alzarono per mezzo di questuazione una chiesetta che poco a poco ingrandita occuperà il primo rango dopo la Cattedrale.
Nel 1198 il tempio fu teatro della congiura denominata della Domenica delle Palme, cospirazione volta contro il vescovo Ruggero.

### La Regia Cappella e la contesa con la Cattedrale
Nel periodo in cui Catania fu sede della corte reale siciliana, i re di Sicilia dimoravano al Castello Ursino e avevano eletto a loro cappella privata la chiesa in questione; conferendole nel 1396 tutti i privilegi, i diritti e le onorificenze della Cappella Palatina di Palermo; la chiesa assumeva quindi il titolo di "Regia Cappella" che ancora oggi, in forma epigrafica, torreggia nel prospetto della chiesa.
Con bolla del 1446, Eugenio IV, accogliendo le sollecitazioni di re Alfonso I, le riconosce il ruolo di chiesa parrocchiale, e la erige in Collegiata con capitolo composto da un preposto, diciotto canonici, quattro dignità e venti mansionari. Seguono, infatti, a breve scadenza ulteriori provvedimenti in forza dei quali laute prebende vengono assegnate alla Regia Cappella che viene parimenti «decorata al maggiore incremento del culto del titolo, e delle insegne capitolari» con bolla del 13 luglio 1448 di Niccolò V.
Il Re la fa eseguire dai suoi ufficiali, immettendo d'imperio i canonici della Collegiata nel possesso delle rispettive chiese sacramentali e dei relativi benefici, con ciò stesso segnando la prima frattura fra il Capitolo della Cattedrale e la sua chiesa prediletta. Il distretto della Collegiata era infatti vastissimo, comprendendo infatti numerose chiese tra Misterbianco, Mascalucia, Valverde, Tremestieri, Mompilieri ed Aci Catena.
Di pari passo aumentano, nell'altra parte, sospetti, malumori, risentimenti. E mentre nel palazzo vescovile ci si chiede, non senza irritazione, se sia arrivata l'ora dello smembramento della Chiesa di Sant'Agata, e se il vescovo debba considerarsi oramai titolare di una parte soltanto della diocesi, sopraggiunge un rescritto reale. Chiaro e inequivocabile, esso conferma i timori del vescovo: «La chiesa di Santa Maria dell'Elemosina e il distretto che le compete formano una quasi-diocesi riservata alla regal corona […] per cui codesto vescovo non ci si deve in conto alcuno ingerire, anzi ne deve restare immediatamente escluso». La chiesa infatti apparteneva alla Cappellania Maggiore del Regno di Sicilia, una sorta di ordinariato personale del sovrano siciliano in forza dell'Apostolica Legazia.
Ce n'era abbastanza per far precipitare gli eventi. Infatti, le ostilità fra le due chiese scoppiarono apertamente di lì a poco, e si trascinarono con ostinata determinazione nei secoli successivi.
Le prime scaramucce si ebbero nel 1514 sul terreno protocollare: era invalsa l'abitudine, in quel tempo, che il vescovo di nuova nomina, durante la presa di possesso, si accompagnasse a due canonici, uno della Collegiata, l'altro della Cattedrale, i quali, a turno, gli reggessero il bastone pastorale. «Or dovendo il vescovo Gaspare Pau, successore di Ramirez, fare il suo primo ingresso a Catania partendosi dal cenobio di Santa Maria di Nuovaluce, quelli della Cattedrale pretendevano che il vescovo non permettesse questo onore ai canonici della Collegiata, riserbandolo solamente ad essi». Ne nacque una disputa che indusse il vescovo a escludere dalla cerimonia entrambi i pretendenti, con disappunto dei numerosi fedeli che vi partecipavano.
Nel 1669, il vescovo Bonadies vietò ai capitolari della Collegiata l'uso di alcune insegne canonicali di cui si erano finallora fregiati per concessione di Eugenio IV. Portata la materia del contendere innanzi al Tribunale Apostolico, fu sentenziato a favore del vescovo. Inoltre, qualche tempo dopo, Il Capitolo della Collegiata vide pioversi da Roma un rescritto papale in forza del quale veniva ridotto a 12 il numero dei canonici.

### La difficile ricostruzione
Arrivò l'11 gennaio del 1693: la Collegiata fu rasa al suolo dal violentissimo terremoto insieme a gran parte della città. I canonici si adoperarono fin da subito nella ricostruzione mettendo da parte la storica rivalità.
Con la ricostruzione della città pianificata da un architetto e ingegnere militare tedesco, Carlos de Grunenbergh, e coordinata da Giuseppe Lanza, duca di Camastra; l'allargamento delle principali arterie cittadine con tracciato rettilineo e reticolo ortogonale tra loro, suggerì il ribaltamento dell'asse della chiesa, fino ad allora con facciata a ponente, affinché la nuova costruzione prospettasse sulla più importante direttrice cittadina. La strada che dal mare attraverso Piazza del Duomo conduceva alla piazza del Mercato fronteggiando la collegiata era denominata Strada della Luminaria, attuale via Etnea. Nel troncone verso settentrione assumeva il nome di Strada Nuova.
A partire dal 1697, data di inizio dei lavori, i canonici della Collegiata inciamparono nei primi intoppi: con gli architetti per divergenze di vedute sugli elaborati tecnici della fabbrica, con i capimastri sull'andamento dei lavori, con le maestranze per questioni di compensi, persino coi ladri che li derubarono del materiale edilizio depositato nel cantiere. Infine, coi limitrofi che contestarono loro area e spazi vitali.
Il più irriducibile fra questi fu don Michelangelo Paternò Castello, barone della Sigona, il quale, credendo d'essere stato leso nel diritto di proprietà, si oppose contro la costruzione del campanile, in quanto, sosteneva a spada tratta il barone, «Il suono delle campane turba la quiete domestica». L'altra parte ribatté che la chiesa sorgeva nella stessa area di prima, avendosi solo mutata la posizione del prospetto centrale, mutato essendo il tracciato della principale strada su cui s'affaccia la chiesa. Il campanile, in particolare, sarebbe stato elevato nello stesso punto di prima, e le campane, uscite indenni dal terremoto, erano e sarebbero state quelle di prima.
La contesa, però, venne posta in essere, malgrado il diverso avviso dei canonici, e sarà formalizzata dinanzi al Tribunale del Real Patrimonio; ne scaturirà una sentenza che dichiarò soccombente l'attore: «Il signor barone della Sigona, avendo impedito di mettersi le campane, sotto il vano pretesto di dare servitù alla sua principesca casa collaterale col detto campanile e chiesa, n'ebbe la contraria sentenza dal magistrato della città....». Ma il barone, pertinace, ricorse in appello alla Real Gran Corte Civile, e anche qui intoppò nel secondo scacco. Ma don Michelangelo, che raramente si dava per vinto, appellò la sentenza presso la Santa Sede e, grazie all'appoggio di alcuni influenti amici di Roma, ottenne come primo provvedimento la sospensione dei lavori nel loro complesso (non solamente quelli relativi alla costruzione del campanile), giungendo infine l'ordine di demolizione dell'intera fabbrica. Solo la morte dell'astioso vicino, sopraggiunta nel 1769, avrebbe fatto rientrare la crisi.
Archiviata la contesa coi vicini, prese le redini della fabbrica l'architetto polacco Stefano Ittar: rapidamente rifece la facciata, dando definitiva collocazione alla torre campanaria. L'altare maggiore fu riconsacrato il 29 maggio 1794 dal vescovo Corrado Maria Deodato Moncada.

### Lo scandalo del 1801
Già nel 1747 riesplode più dura che mai l'offensiva della Antichissima Cattedrale contro alle novelle pretenzioni della moderna Collegiata (Giacomo de Antoniis, Napoli, 1750). Fanno immediato riscontro le Ragioni del Rev.mo Capitolo dell'antichissima Regia ed insigne Collegiata contro il Capitolo della Cattedrale (S. Pellegrino). È una lotta sostenuta da scritti roventi, i cui titoli, soli, tradiscono il livore che li brucia e ne lasciano facilmente intuire gli aspri contenuti (si consideri l'aggettivo "antichissima" in contrapposizione al "moderna" nel titolo di sopra, cui fa riscontro una bordata di contrapposti aggettivi della parte avversaria).
L'oggetto del contendere è l'uso di alcuni paramenti liturgici e non, tra i quali la mozzetta e il rocchetto. I canonici della Cattedrale presero a contestare a quelli della Collegiata il diritto a fregiarsi delle dette insegne, e la controversia si trascinò per oltre mezzo secolo, degenerando spesso in aspri litigi. Agli albori dell'Ottocento, un fatto di estrema gravità venne ad aggiungersi ai precedenti, esasperando gli animi e creando scandalo nella pubblica opinione.
Per la Pasqua del 1801, invitato dal vescovo Moncada, il canonico della Collegiata Antonino Mancini, si reca in Cattedrale a predicare il Quaresimale. E, naturalmente, veste le proprie insegne canonicali. Agli occhi sospettosi degli ospitanti, quelle insegne suonano come una smaccata provocazione. E dimenticando che il Mancini era stato invitato dal vescovo, i canonici della Cattedrale decidono di passare a vie di fatto: appena ascesi i primi gradini del pergamo, il malcapitato canonico viene afferrato per le spalle ed estromesso a viva forza, con l'aiuto di un gendarme appositamente chiamato.
Com'era da aspettarsi, la cosa ebbe un seguito. Gli offesi avanzarono ricorso al Re; Ferdinando III intervenne nella questione con un dispaccio al vescovo, in forza del quale gli veniva intimato di «mortificare» i canonici della Cattedrale responsabili dell'accaduto. Contestualmente, il Re «comanda che si tenga quattro o sei giorni carcerato il birro che fece l'intima», confermando ai canonici della Collegiata il privilegio di poter fare uso delle insegne ubique locorum, come loro concesso dalla bolla pontificia di Benedetto XIV.

### Epoca contemporanea
Col mutar dei tempi, il declino della battagliera Collegiata si preannuncia prossimo e inesorabile. Nel 1870 si troverà davanti il Demanio del nuovo Stato che la conviene dinanzi al Tribunale Civile della città per privarla di quel poco che ancora le resta; nella fattispecie, un cespite di «596 lire annue e quattro salme d'orzo».
Esclusa da ogni prebenda, oppressa dai debiti, forse anche umiliata, l'antica Cappella dei Sovrani di Sicilia dovrà combattere l'ultima battaglia: quella per la sopravvivenza.
Nel 1886, per la prima volta dopo cinque secoli, Giuseppe Benedetto Dusmet, le porgerà una mano amica e l'aiuterà a vincere quella battaglia. Il Dusmet ottenne dal Papa Leone XIII una «assolutoria a tutti gli errori e a tutte le omissioni» commessi dalla Regia Cappella fino al 1886 oltre ad un certo aiuto finanziario che le permise di sopravvivere.
Nel febbraio 1946 Papa Pio XII elevò la chiesa alla dignità di basilica minore.

## Descrizione
Il progetto è attribuito ad Angelo Italia (1628–1700), che ribaltò l'orientamento del nuovo edificio rispetto al precedente distrutto dal terremoto, in modo da farlo prospettare sulla Strada della Luminaria (chiamata poi via Uzeda ed ora via Etnea), prevista dal piano di ricostruzione.
La facciata, progettata dall'architetto polacco Stefano Ittar (1724–1790), è un magistrale esempio di tardo barocco internazionale.
Il resoconto di una visita di ricognizione documenta che nel tempio vi erano cinque cappelle con cinque quadri: uno raffigurante Santa Maria della Grazia, la Madonna della Presentazione ovvero la Candelora, Sant'Apollinare, Sant'Agata una volta Madonna Santissima delle Grazie ovvero San Leonardo, la Madonna Santissima dello Spasimo e degli Agonizzanti, quest'ultimo dipinto posto sull'altare maggiore.
Ha il prospetto di pietra calcare a due ordini. L'interno a tre navi. Il pavimento, gli altari, e le cancellate sono di marmo. Possono ammirarsi la macchina dell'abside minore a sud sostenuta da quattro colonne di verde antico, il quadro di Sant'Apollonia del Sozzi, la statua della Concezione ed il Crocifisso di marmo di buono scarpello.

### Esterno
La facciata, di pietra calcare tramezzata con pietra giurgiulena a due ordini corinzio e composito, è su due ordini e nel primo ordine ha sei colonne in pietra calcarea, sormontate da una balaustra. Nel secondo ordine ai lati delle grandi volute a ricciolo di raccordo sono collocate le statue raffiguranti Sant'Agata e Santa Apollonia. La loggia centrale è delimitata da grandi nicchie ospitanti le statue di San Pietro e San Paolo.
La calotta della loggia è sormontata da balaustra e da una cella campanaria centrale decorata da aquila con stemma coronato, angeli musici, putti osannanti, sfere. Chiude la prospettiva una artistica croce in ferro battuto.
Si accede alla chiesa mediante una grande scalinata, sulla quale, a delimitare il sagrato, è posta una cancellata in ferro battuto.

### Interno

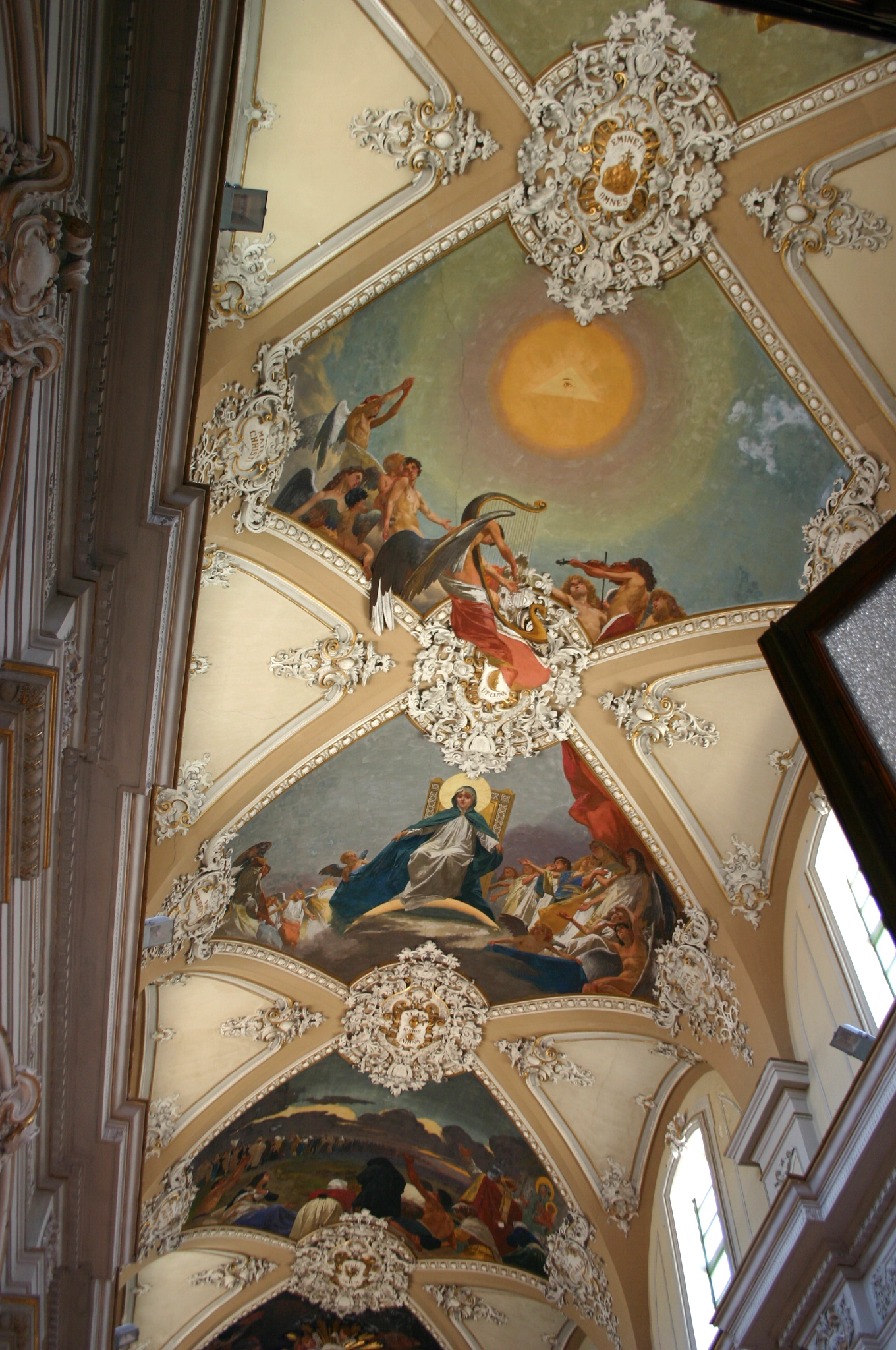
Giuseppe Sciuti, 1896. Affreschi della volta.

L'interno è a pianta basilicale a tre navate ripartite da otto pilastri, e tre absidi, delle quali quella centrale è notevolmente allungata per la realizzazione del coro dei canonici, secondo per importanza solo a quello della cattedrale.
Nel 1896 Giuseppe Sciuti dipinse a fresco la volta e la cupola della chiesa con diversi episodi e personaggi biblici: Passaggio dalle tenebre alla luce, Madonna della Misericordia, Pellegrinaggio, Peccati capitali, Assunta, San Matteo, San Luca, San Giovanni, San Marco.

### Navata destra
- Prima campata: Cappella del Battistero. Fonte battesimale.
- Seconda campata: Cappella di Santa Apollonia. Altare con dipinto raffigurante Santa Apollonia, opera di Olivio Sozzi.
- Terza campata: Cappella di Sant'Euplio. Altare con dipinto raffigurante Sant'Euplio, opera di Olivio Sozzi.
- Quarta campata: Cappella di Sant'Agata. Altare con dipinto raffigurante il Martirio di Sant'Agata, opera di Francesco Gramignani Arezzi.

### Navata sinistra

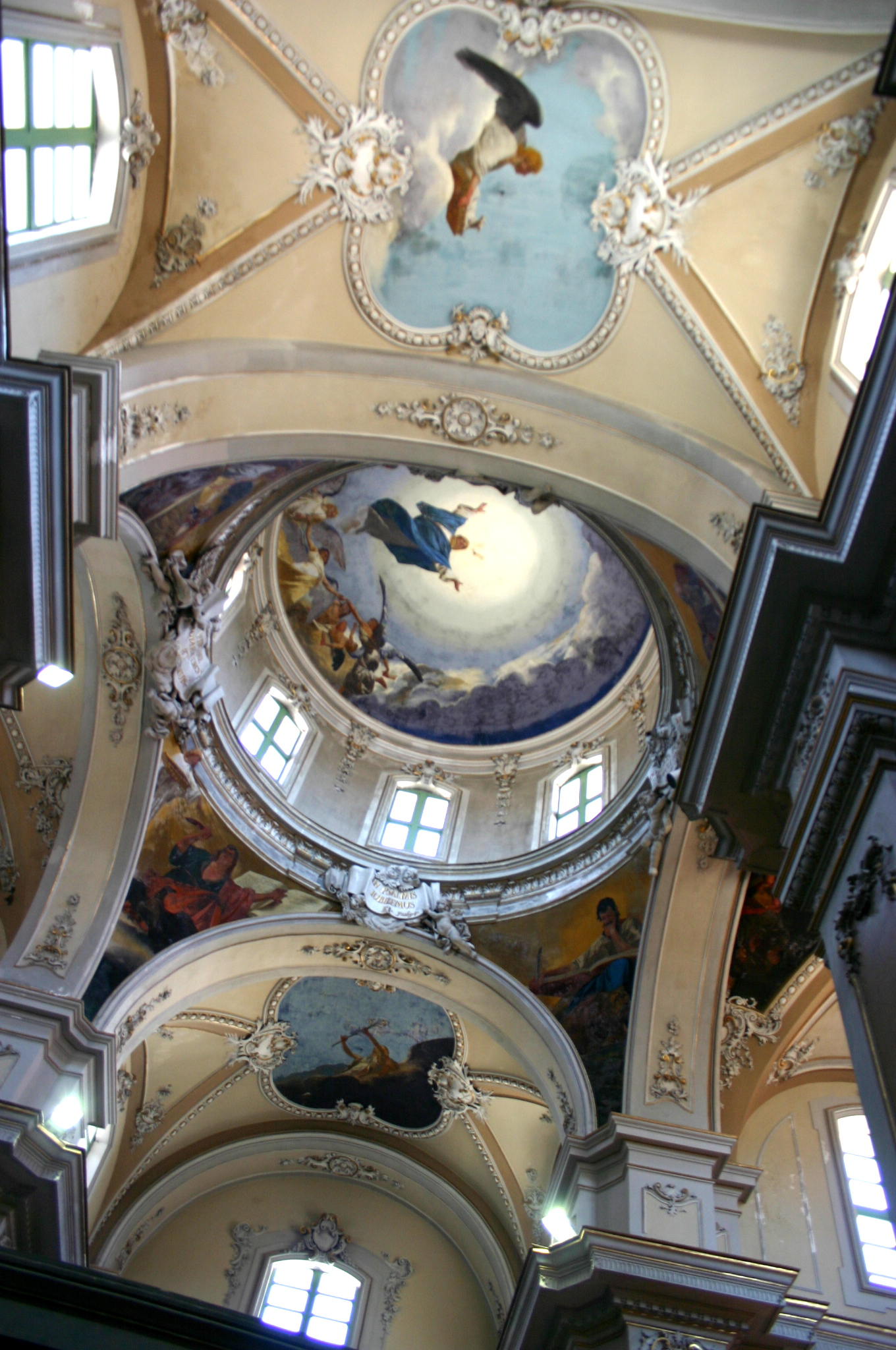
Giuseppe Sciuti, 1896. Affreschi della crociera.

- Prima campata: Cappella di San Giovanni Nepomuceno.
- Seconda campata: Cappella della Sacra Famiglia.
- Terza campata: Cappella di San Francesco di Sales.
- Quarta campata: Cappella del Santissimo Crocifisso.

### Absidi
- Absidiola destra: Cappella dell'Immacolata Concezione. Ambiente delititato da una balaustra in marmo, sull'altare è posta una statua marmorea dell'Immacolata Concezione.
- Absidiola sinistra: Cappella del Santissimo Sacramento.

Nell'abside della navata centrale è posto l'altare maggiore con una icona della Madonna con Bambino, copia dell'icona bizantina della Madonna detta dell'Elemosina (della Misericordia) venerata nella basilica collegiata santuario di Biancavilla.
Dietro l'altare maggiore è posto un organo ligneo del XVIII secolo.
Lateralmente un coro ligneo con 36 stalli, e a lato due tele del pittore Giuseppe Sciuti: Frate Geremia davanti a Papa Eugenio IV e Madonna dell'Elemosina.